# Clossiana rainieri
Clossiana rainieri är en fjärilsart som beskrevs av Barnes och Mcdunnough 1913. Clossiana rainieri ingår i släktet Clossiana och familjen praktfjärilar. Inga underarter finns listade i Catalogue of Life.